# 慈眼寺站
慈眼寺站（日语：／ Jigenji eki */?）是一座位於鹿兒島縣鹿兒島市慈眼寺町的九州旅客鐵道（JR九州）指宿枕崎線的鐵路車站。當地人稱為慈眼寺車站（平假名：じがんじえき）。

## 車站構造
- 2面2線側式月台，可以列車交會。
- 業務委託站。
- 地面車站。

## 利用狀況
- 在2009年，平均1日的乘車人數為1,173人（比前年多41人）。

| 乘車人數變化 | 乘車人數變化 |
| 年度         | 1日平均人數  |
| ------------ | ------------ |
| 2000         | 1,055        |
| 2001         | 1,047        |
| 2002         | 1,019        |
| 2003         | 1,060        |
| 2004         | 1,167        |
| 2005         | 1,211        |
| 2006         | 1,181        |
| 2007         | 1,153        |
| 2008         | 1,132        |
| 2009         | 1,173        |

## 車站周邊
- 慈眼寺公園
- 谷山護國神社
- 太陽公司慈眼寺店
- 鹿兒島慈眼寺郵局
- 鹿兒島市立和田小學
- 鹿兒島生協醫院

## 歷史
- 1988年（昭和63年）3月13日：車站啟用。
- 1992年（平成4年）：設置列車交會設置，開始建設橋上站。

## 相鄰車站
九州旅客鐵道
指宿枕崎線
■快速「菜之花」、 ■普通
谷山－慈眼寺－坂之上

## 相關項目
- 日本鐵路車站列表

## 外部連結
- 慈眼寺車站 （页面存档备份，存于）（日語）